# Claudia Rodríguez de Guevara
Claudia Rodríguez de Guevara   (1980) és una política salvadorenca, Presidenta interina del país d'ençà del 1 de desembre de 2023.